# Rejoice! I'm Dead!
Rejoice! I'm Dead! je studiové album skupiny Gong. Vydáno bylo 16. září roku 2016. Jde o první album skupiny od smrti jejího frontmana Daevida Allena. Kromě členů kapely se na nahrávce podíleli například dva dřívější členové: Steve Hillage, Graham Clark a Didier Malherbe. Ve dvou písních byl rovněž použit hlas Daevida Allena. Deska byla nahrána v roce 2016 v londýnském studiu Brixton Hill Studios, přičemž zvukovým inženýrem byl Nick Howiantz.

## Seznam skladeb
1. „The Thing That Should Be“ – 3:34
2. „Rejoice!“ – 10:17
3. „Kaptial“ – 3:21
4. „Model Village“ – 6:43
5. „Beatrix“ – 2:54
6. „Visions“ – 4:29
7. „The Unspeakable Stands Revealed“ – 11:49
8. „Through Restless Seas I Come“ – 6:58
9. „Insert Yr Own Prophecy“ – 9'36

## Obsazení
Gong
- Dave Sturt – baskytara, zpěv
- Kavus Tobabi – zpěv, kytara
- Fabio Golfetti – kytara, zpěv
- Ian East – saxofon, flétna
- Cheb Nettles – bicí, zpěv

Ostatní hudebníci
- Graham Clark – housle
- Steve Hillage – kytara
- Didier Malherbe – duduk
- Daevid Allen – zpěv